# Vyšný Medzev
Vyšný Medzev (in ungherese Felsőmecenzéf) è un comune della Slovacchia facente parte del distretto di Košice-okolie, nella regione di Košice.